# Papaléo Paes

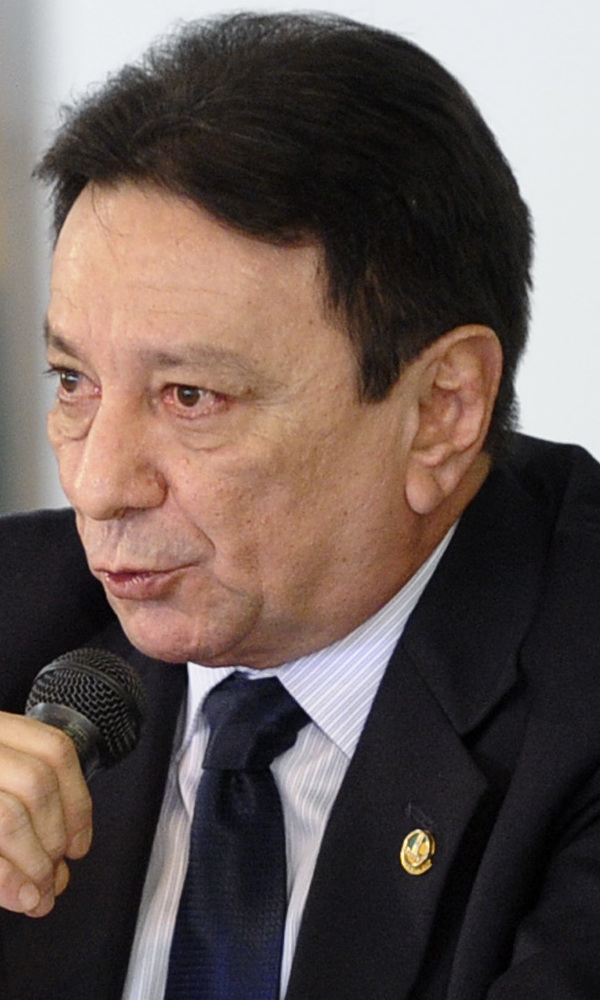
Papaléo Paes (2015)

João Bosco Papaléo Paes (* 27. August 1952 in Belém, Bundesstaat Pará, Brasilien; † 25. Juni 2020 in Macapá, Bundesstaat Amapá, Brasilien) war ein brasilianischer Arzt und Politiker.
Er war Bürgermeister, Vizegouverneur und Senator des Bundesstaates Amapá.

## Leben und Wirken
Papaléo Paes studierte Medizin zunächst in seiner Heimatstadt Belem und machte mit 24 Jahren sein Examen, dann zog er nach Rio de Janeiro, wo er sich vor allem an der dortigen Universität auf die Bereiche Kardiologie, Arbeits- und Sportmedizin spezialisierte.
Dann zog er nach Macapá, der Hauptstadt des Bundesstaates Amapá. Dort wurde er zunächst Generaldirektor des staatlichen Krankenhauses, bevor er zwischen 1992 und 1993 Staatssekretär (Minister) für Gesundheit für den Bundesstaat Amapá unter Gouverneur Anibal Barcellos wurde.
Von 1993 bis 1996 war er Präfekt (Bürgermeister) der Hauptstadt des Staates, Macapá. Er war ein Parteienwechsler und gehörte der PRONA, der PSDB, der PTB und dem MDB an.
Dann erfolgte seine Ernennung zum Senator für den Bundessenat als Vertreter für den Bundesstaat Amapá von 2003 bis 2011. Anschließend war er von 2015 bis 2018 stellvertretender Gouverneur (Vizegouverneur) des Bundesstaates Amapá.

## Tod
Am 25. Juni 2020 starb der ehemalige Senator im Alter von 67 Jahren an den Folgen einer COVID-19-Erkrankung. Er hinterließ seine Ehefrau, ebenfalls Ärztin, und zwei Töchter.
Der Sarg des äußerst beliebten Politikers wurde durch die Straßen von Macapá gefahren, unter tosendem Applaus der Bevölkerung, und zum Ortsflughafen gebracht, um von dort für die Beisetzung in seine Heimatstadt Belem transportiert zu werden.
Der amtierende Gouverneur ordnete wegen des Todes von Papaléo Paes und zum Gedenken für alle anderen Corona-Verstorbenen drei Tage Staatstrauer im Bundesstaat an.